# Паучок Итси-Битси
Паучок Итси-Битси (англ. Itsy Bitsy Spider) — американский короткометражный анимационный фильм 1992 года режиссёра Мэтью О’Каллагана, написанный Майклом О’Донохью, в котором Фрэнк Уэлкер сыграл титульного паука вместе с Торой Берч, Джимом Керри и Андреа Мартин. Основанный на одноимённой рифме короткометражный фильм был выпущен вместе с фильмом «Дети Биби». Он получил рейтинг PG от MPAA за научно-фантастическое мультяшное насилие.
Это семейная версия «Терминатора и Робокопа» и пилотный эпизод телесериала, который транслировался по каналу USA Network, чтобы стать франшизой.

## Сюжет
Молодой кантри-паук Итси дружит с Лесли Макгроарти, задорной молодой городской девушкой, которая берет уроки игры на фортепиано у учительницы музыки (кстати, она учится играть эту песню) и её котом Лэнгстоном. Когда Итси пугает учительницу, она вызывает Истребителя, который пытается убить Итси с помощью токсичного воздуходувки, но это причиняет боль и разрушения дому инструктора, а Истребитель оказывается вооруженным до зубов андроидом. Метод Истребителя использует более экстремальные виды оружия, начиная от яда и пылесоса и заканчивая оружием и взрывчаткой, и он разрушает дом инструктора. Итси наконец воссоединяется с Лесли (которая чувствует, что должна покинуть дом, когда Истребитель использует оружие) и отправляется домой в большой город на велосипеде.